# Kirdahat

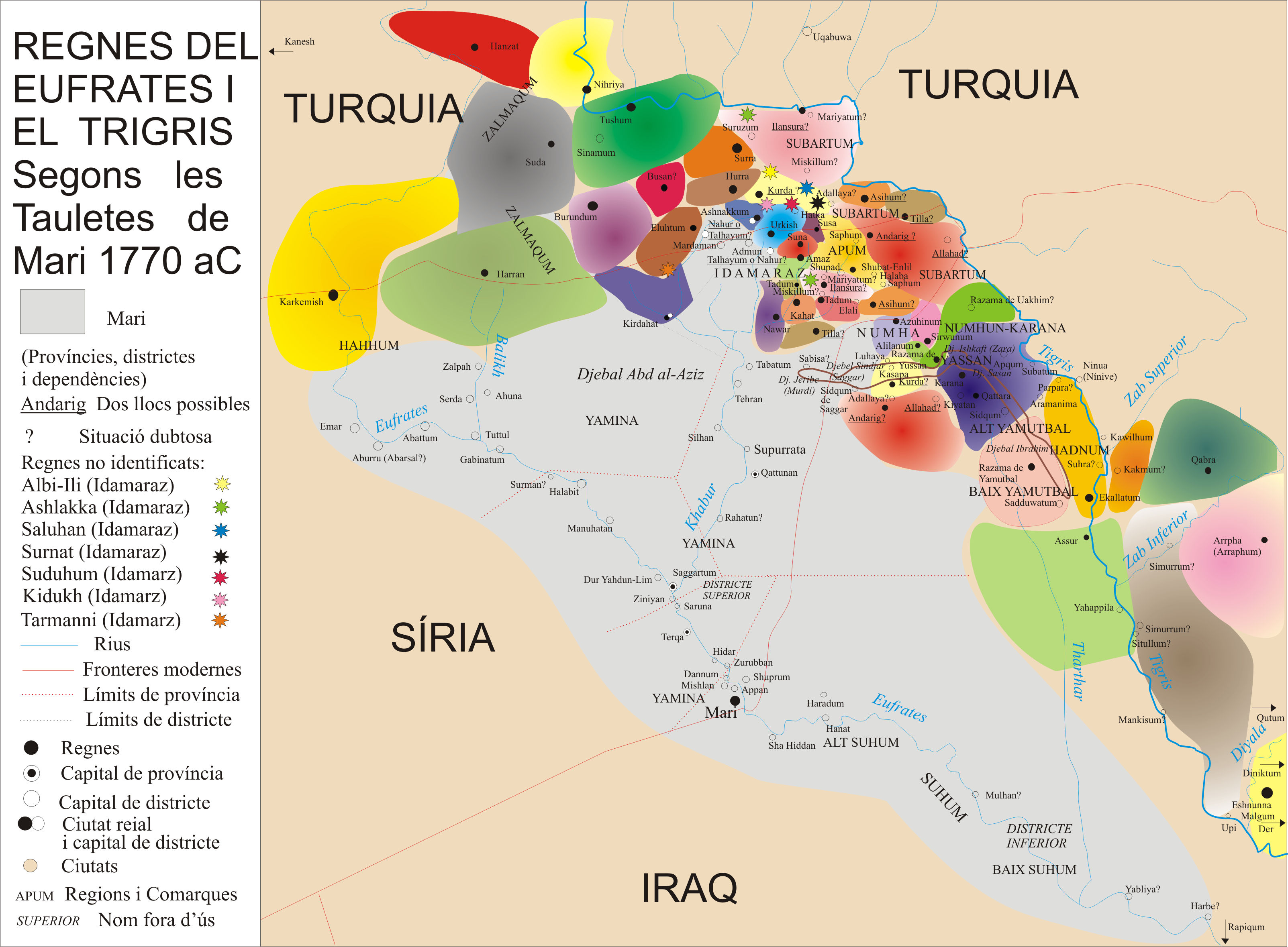
Mapa

Kirdahat (a vegades transliterat Qirdahat) fou un regne o ciutat estat de la zona del Khabur de situació desconeguda, probablement a l'oest del riu, que existia al segle xviii aC en temps de Zimrilim de Mari, i és esmentat a les tauletes de Mari. Formava un dels quatre districtes de Idamaraz. El seu sobirà era Shubram, que podria ser el mateix personatge que podria ser el mateix personatge que Shubram rei de Susa i de la terra d'Apum. Els districtes del Idamaraz era territoris directament dependents de Mari, però per la llunyania o altres circumstàncies gaudien d'autonomia i els seus governants eren un terme mitja entre el governador i el rei. Shubram va anar a retre homenatge a Zimrilim junt amb els reis d'Ashnakkum, Tarmanni i Shuduhum.